# 飯塚雅弓のいたいのとんでけ!
『飯塚雅弓のいたいのとんでけ！』（いいづかまゆみのいたいのとんでけ）は1998年から2001年にかけて文化放送で制作放送されたラジオ番組（アニラジ）。略称および愛称は「いたとん」。本項では、1997年から1998年にかけて同局で制作放送された本番組の前身番組である『週刊アニメージュ 飯塚雅弓のまだまだ日曜日だよ！』（しゅうかんアニメージュ いいづかまゆみのまだまだにちようびだよ）についても併せて紹介する。

## 経歴
1997年10月12日に、『週刊アニメージュ 飯塚雅弓のまだまだ日曜日だよ!』としてスタート。略称および愛称は「まだにち」。それまで『愛と由美のあぁぁ新天地!』で放送されていた飯塚と水野愛日が出演の「ハッピーパイン」のコーナー（文化放送のみ）からの独立番組ともいえる。このためスポンサーにパイオニアLDCがついており、同社が発売したゲーム『NOëL 〜La neige〜』に関するミニコーナー・「NOëL 〜La neige〜 カマクラ通信」が内包されていた。ちなみに、アニメージュ関連のコーナーは1996年10月から1997年10月まで文化放送で放送されていた『VA探偵局 ラジメージュ』から引き継いでいる。
1998年4月の改編を期に、『週刊アニメージュ 飯塚雅弓のいたいのとんでけ!』に改題。日曜夜から木曜深夜に枠移動。前出のミニコーナーに出演していた水樹奈々がコーナーアシスタントとして加わる。
1999年1回目の放送日の木曜深夜は、日付が変わって1月1日に当たったため、飯塚の誕生日に当たる1月3日20:00から20:30に『フリーステーション』枠で『新春スペシャル 週刊アニメージュ 飯塚雅弓のいたいのとんでけ!』として生放送された。（本来の時間が『走れ!歌謡曲 新春スペシャル』に当たったため）。1999年4月1日の放送をもって水樹が番組を卒業した。
1999年4月の改編により、1年ぶりに日曜夜に移動。タイトルから「週刊アニメージュ」が外れ『飯塚雅弓のいたいのとんでけ!』になる。午前0時での放送ということもあり、「もう月曜日だよ」への改題も考えていたというエピソードがある（飯塚本人談）。
1999年10月、『VOiCEP-CUBEs』内の第3部での放送となり、放送時間が20分になる。2000年4月、『VOiCEP-CUBEs』内の第1部で放送していた『山本麻里安のはにわマイハウス』との放送枠交換等により、30分番組に戻る。2000年8月12日放送の『超機動放送アニゲマスター』に飯塚がゲスト出演した際、10分ほど臨時生放送を行った。2000年11月の放送は、飯塚がミュージカル『ワンス・アポン・ア・マットレス』に出演することを考慮し、青山劇場の楽屋にて収録した。
2001年4月1日、番組終了。この時点で飯塚は文化放送の日曜23:00から24:30にかけての時間帯を手掛けたことになる。

## 出演者

### パーソナリティー
- 飯塚雅弓

### アシスタント
- 水樹奈々（『いたいのとんでけ！』）

### コーナー出演者
いずれも『まだまだ日曜日だよ！』。
- かかずゆみ
- 根谷美智子
- 水樹奈々

## 放送局
※選挙特番などでの変更時間は含まない
| 放送対象地域 | 放送局     | 系列  | 放送時間                                           | 放送期間                      |
| ------------ | ---------- | ----- | -------------------------------------------------- | ----------------------------- |
| 関東広域圏   | 文化放送   | NRN系 | 毎週日曜日 23:30 - 24:00                           | 1997年10月12日 - 1998年4月5日 |
| 関東広域圏   | 文化放送   | NRN系 | 毎週木曜日 25:30 - 26:00                           | 1998年4月9日 - 1999年4月1日   |
| 関東広域圏   | 文化放送   | NRN系 | 毎週日曜日 24:00 - 24:30                           | 1999年4月11日 - 10月3日       |
| 関東広域圏   | 文化放送   | NRN系 | 毎週日曜日 23:40 - 24:00                           | 1999年10月10日 - 2000年4月2日 |
| 関東広域圏   | 文化放送   | NRN系 | 毎週日曜日 23:00 - 23:30                           | 2000年4月9日 - 2001年4月1日   |
| 近畿広域圏   | ラジオ大阪 | NRN系 | 毎週日曜日 23:30 - 24:00 21:00 - 21:30（先行放送） | 1997年10月12日 - 1998年4月5日 |
| 近畿広域圏   | ラジオ大阪 | NRN系 | 毎週日曜日 23:40 - 24:00 21:40 - 22:00（先行放送） | 1999年10月10日 - 2000年4月2日 |
| 近畿広域圏   | ラジオ大阪 | NRN系 | 毎週日曜日 23:00 - 23:30 21:30 - 22:00（先行放送） | 2000年4月9日 - 2001年4月1日   |

- 1999年10月10日放送分からラジオ大阪がネット復帰。ただし厳密的には改題後初の放送。
- 最終回当日、文化放送ではナイター中継延長で、4月2日に放送時間がずれていた。

## 主題歌
いずれも飯塚の楽曲が使用された。また、番組内のジングルには「ロマンチックだね」などが使用されていた。

### まだまだ日曜日だよ!
オープニングテーマ
「アクセル」
作詞は枯堂夏子、作曲は松原みき、編曲は戸塚修による。
エンディングテーマ
「ブルーのストーリー」
作詞は大津美紀、作曲・編曲は長谷川智樹による。
「はつこい」
作詞は枯堂夏子、作曲・編曲は淳二朗による。
「いたいのとんでけ」
作詞はビーンズ豆田、作曲は大津美紀、編曲は長谷川智樹による。
「風のKiss」
作詞・作曲はそら、編曲は長谷川智樹による。

### いたいのとんでけ!
オープニングテーマ
「いたいのとんでけ」
作詞はビーンズ豆田、作曲は大津美紀、編曲は長谷川智樹による。
エンディングテーマ
「DESTINY」
作詞は室生あゆみ・大津美紀・飯塚雅弓、作曲・編曲は長谷川智樹による。
「love letter」
作詞・作曲は大津美紀、編曲は十川知司十川知司
「caress」
作詞は大橋伸行、作曲はウルフ・トレッソン、ジョニー・デニーズ、編曲はウルフ・トレッソン、ハカン・バッカス、フレドリック・ダール、ニクラス・フランズソンによる。
「My wish」
作詞・作曲はcota、編曲は林有三による。
| 文化放送 日曜23:30-24:00枠                                                    | 文化放送 日曜23:30-24:00枠                                                       | 文化放送 日曜23:30-24:00枠                                               |
| 前番組                                                                        | 番組名                                                                           | 次番組                                                                   |
| ----------------------------------------------------------------------------- | -------------------------------------------------------------------------------- | ------------------------------------------------------------------------ |
| 愛と由美のあぁぁ新天地! （1997年4月 - 1997年10月） ※23:00 - 24:00             | 週刊アニメージュ 飯塚雅弓のまだまだ日曜日だよ! （1997年10月12日 - 1998年4月5日） | 水野愛日のHARAPECOPIE! （1998年4月12日 - 1999年10月3日                   |
| 文化放送 金曜未明1:30-2:00枠（木曜深夜）                                      |                                                                                  |                                                                          |
| ComeonFUNKYLips! (※0:00-2:00・30分縮小）                                      | 週刊アニメージュ 飯塚雅弓のいたいのとんでけ! （1998年4月9日 - 1999年4月1日）     | めぐとも明のドリームドリームパーティー （1999年4月8日 - 9月30日）        |
| 文化放送 月曜未明0:00-0:30枠（日曜深夜）                                      |                                                                                  |                                                                          |
| エニックスアニメバイキング （1998年10月12日 - 1999年4月4日）                  | 飯塚雅弓のいたいのとんでけ! （1999年4月11日 - 10月3日）                          | めぐとも明のドリームドリームパーティー （1999年10月10日 - 2000年4月2日） |
| 文化放送 日曜23:30-24:00枠                                                    |                                                                                  |                                                                          |
| 水野愛日のHARAPECOPIE! （1998年4月11日 - 1999年10月3日）                      | 飯塚雅弓のいたいのとんでけ! （1999年10月10日 - 2000年4月2日） ※23:40-24:00       | 山本麻里安のはにわマイハウス （2000年4月9日 - 2002年3月31日）            |
| 文化放送 日曜23:00-23:30枠                                                    |                                                                                  |                                                                          |
| 山本麻里安のはにわマイハウス （1999年10月10日 - 2000年4月2日） ※23:00 - 23:20 | 飯塚雅弓のいたいのとんでけ! （2000年4月9日 - 2001年4月1日）                      | 愛だ光央だ ビタミンラジオ （2001年4月8日 - 9月30日）                     |

| スタブアイコン | サブスタブ | この項目は、まだ閲覧者の調べものの参照としては役立たない、ラジオ番組に関連した書きかけの項目です。この項目を加筆・訂正などしてくださる協力者を求めています（P:ラジオ/PJ:放送番組）。 |